# Grand Prix mondial de volley-ball 2003
Navigation
Grand Prix 2002 Grand Prix 2004
Le 11e Grand Prix mondial de volley-ball féminin s'est déroulé du 21 juillet au 3 août 2003.
L'événement s'est déroulé en Italie à Matera, à Andria et à Gioia del Colle.

## Équipes participantes
| Europe                           | Amérique                      | Asie                               |
| -------------------------------- | ----------------------------- | ---------------------------------- |
| Allemagne Italie Pays-Bas Russie | Brésil Canada Cuba États-Unis | Chine Corée du Sud Japon Thaïlande |

## Tournois Préliminaires
| Groupe A                                                                       | Groupe B                                                                         |
| ------------------------------------------------------------------------------ | -------------------------------------------------------------------------------- |
| Site : Gioia del Colle, Matera Allemagne Cuba Italie Japon Pays-Bas États-Unis | Site : Matera, Gioia del Colle Brésil Canada Chine Corée du Sud Russie Thaïlande |

### Groupe A
| No | Équipe     | Points | Matches | Matches | Points | Points | Points | Sets | Sets   | Sets  |
| No | Équipe     | Points | gagnés  | perdus  | pour   | contre | Ratio  | pour | contre | Ratio |
| -- | ---------- | ------ | ------- | ------- | ------ | ------ | ------ | ---- | ------ | ----- |
| 1  | États-Unis | 9      | 4       | 1       | 14     | 6      | 2,333  | 459  | 413    | 1,111 |
| 2  | Pays-Bas   | 9      | 4       | 1       | 12     | 9      | 1,333  | 451  | 441    | 1,023 |
| 3  | Italie     | 7      | 2       | 3       | 12     | 12     | 1,000  | 522  | 494    | 1,057 |
| 4  | Allemagne  | 7      | 2       | 3       | 10     | 11     | 0,909  | 484  | 466    | 1,039 |
| 5  | Japon      | 3      | 2       | 3       | 9      | 13     | 0,692  | 438  | 486    | 0,901 |
| 6  | Cuba       | 3      | 1       | 4       | 8      | 14     | 0,571  | 434  | 488    | 0,889 |

### Groupe B
| No | Équipe       | Points | Matches | Matches | Points | Points | Points | Sets | Sets   | Sets  |
| No | Équipe       | Points | gagnés  | perdus  | pour   | contre | Ratio  | pour | contre | Ratio |
| -- | ------------ | ------ | ------- | ------- | ------ | ------ | ------ | ---- | ------ | ----- |
| 1  | Corée du Sud | 9      | 4       | 1       | 12     | 5      | 2,400  | 401  | 352    | 1,139 |
| 2  | Russie       | 9      | 4       | 1       | 13     | 6      | 2,167  | 446  | 395    | 1,129 |
| 3  | Chine        | 8      | 3       | 2       | 11     | 6      | 1,833  | 411  | 344    | 1,195 |
| 4  | Brésil       | 8      | 3       | 2       | 11     | 7      | 1,571  | 398  | 369    | 1,079 |
| 5  | Thaïlande    | 6      | 1       | 4       | 3      | 13     | 0,231  | 281  | 391    | 0,719 |
| 6  | Canada       | 5      | 0       | 5       | 2      | 15     | 0,133  | 330  | 416    | 0,793 |

## Phase Finale

### Classement Final
| No | Équipe       | Points | Matches | Matches | Points | Points | Points | Sets | Sets   | Sets  |
| No | Équipe       | Points | gagnés  | perdus  | pour   | contre | Ratio  | pour | contre | Ratio |
| -- | ------------ | ------ | ------- | ------- | ------ | ------ | ------ | ---- | ------ | ----- |
| 1  | Chine        | 10     | 5       | 0       | 15     | 2      | 7,500  | 430  | 359    | 1,198 |
| 2  | Russie       | 9      | 4       | 1       | 12     | 5      | 2,400  | 410  | 346    | 1,185 |
| 3  | États-Unis   | 8      | 3       | 2       | 10     | 6      | 1,667  | 387  | 371    | 1,043 |
| 4  | Pays-Bas     | 7      | 2       | 3       | 7      | 13     | 0,538  | 446  | 489    | 0,912 |
| 5  | Italie       | 6      | 1       | 4       | 7      | 13     | 0,538  | 443  | 470    | 0,943 |
| 6  | Corée du Sud | 5      | 0       | 5       | 3      | 15     | 0,200  | 359  | 440    | 0,816 |

## Distinctions individuelles
- MVP : Paola Cardullo
- Meilleure Marqueuse : Ekaterina Gamova
- Meilleure Attaquante : Elizaveta Tichtchenko
- Meilleure Contreuse : Anastasia Belikova
- Meilleure Serveuse : Hao Yang

## Tableau final
| Place              | Équipe       |
| ------------------ | ------------ |
| Médaille d'or      | Chine        |
| Médaille d'argent  | Russie       |
| Médaille de bronze | États-Unis   |
| 4                  | Pays-Bas     |
| 5                  | Italie       |
| 6                  | Corée du Sud |
| 7                  | Allemagne    |
| 7                  | Brésil       |
| 9                  | Japon        |
| 9                  | Thaïlande    |
| 11                 | Cuba         |
| 11                 | Canada       |